# زبيغنييف بيتشسكوفكي
زبيغنييف بيتشسكوفكي (بالبولندية: Zbigniew Pietrzykowski)‏ (4 أكتوبر 1934 – 19 مايو 2014) هو ملاكم بولندي راحل، مثّل بلاده في الألعاب الأولمبية الصيفية في دورات 1956 و1960 و1964.

## روابط خارجية
زبيغنييف بيتشسكوفكي على موقع أوليمبيديا (الإنجليزية)
- زبيغنييف بيتشسكوفكي على موقع اللجنة الأولمبية البولندية (مؤرشف) (البولندية)